# スリー・シスターズ (オレゴン州)
スリー・シスターズ（英語: Three Sisters）は、アメリカ合衆国オレゴン州のスリー・シスターズ原生地域内に存在する3つの火山である。これらの火山はカナダのブリティッシュコロンビア州南部からワシントン州、オレゴン州を経てカリフォルニア州北部に至るカスケード山脈の一部を形成している。火山は全て3,000メートル以上の標高を持ち、オレゴン州でそれぞれ3番目、4番目、および5番目に高い山である。最も近い町であるシスターズからは南へおよそ16キロメートル離れている。季節による気温の変化が激しいこの地域には多様な動植物が生息し、夏には登山客も多く訪れる。
3つの山はしばしば1つの単位として扱われるものの、それぞれ個別の地質と噴火の歴史を持っている。ノース・シスターとミドル・シスターは長期にわたって噴火しておらず、今後も噴火する可能性は低いとみられている。一方でサウス・シスターはおよそ2000年前に最後の噴火を起こしており、今後も噴火する可能性が残っている。また、噴火が発生した場合には周辺地域の生物や土地を脅かす恐れがある。2000年に衛星画像によってサウス・シスター周辺で地殻変動による隆起が確認され、アメリカ地質調査所（USGS）はこの地域の監視を強化した。

## 地理
スリー・シスターズはアメリカ合衆国オレゴン州のレーン郡とデシューツ郡の境界とウィラメット国有林およびデシューツ国有林内に位置し、最寄りの町であるシスターズからは南へおよそ16キロメートル離れている。これらの3つの山はオレゴン州でそれぞれ3番目、4番目、および5番目に高い山であり、16個の名前を付けられた氷河を含んでいる。これらの氷河の総体積は1億6,000万立方メートルである。当初スリー・シスターズは初期の入植者によって、フェイス（Faith）、ホープ（Hope）、チャリティー（Charity）と名付けられたが、今日ではそれぞれノース・シスター、ミドル・シスター、サウス・シスターの名で呼ばれている。

### 原生地域
スリー・シスターズが存在するスリー・シスターズ原生地域は1,137.9平方キロメートルの面積を持つオレゴン州で2番目に大きな原生地域である。この原生地域は1964年にアメリカ合衆国議会による指定を受け、北はワシントン山原生地域に接し、南端ではウォルド湖原生地域に接している。原生地域内には420キロメートルに及ぶトレイルがあり、ホワイチャス・クリークの源流を含む多くの森林、湖、滝、および渓流が存在する。スリー・シスターズと近隣の複合火山であるブロークン・トップでスリー・シスターズ原生地域のおよそ3分の1の面積を占め、この一帯はアルパイン・クレスト地域の名で知られている。およそ1,600メートルから3,159メートルの標高に達するアルパイン・クレスト地域は、原生地域内で氷河、湖、および高地草原を最も頻繁に目にすることができる一帯となっている。

### 自然地理

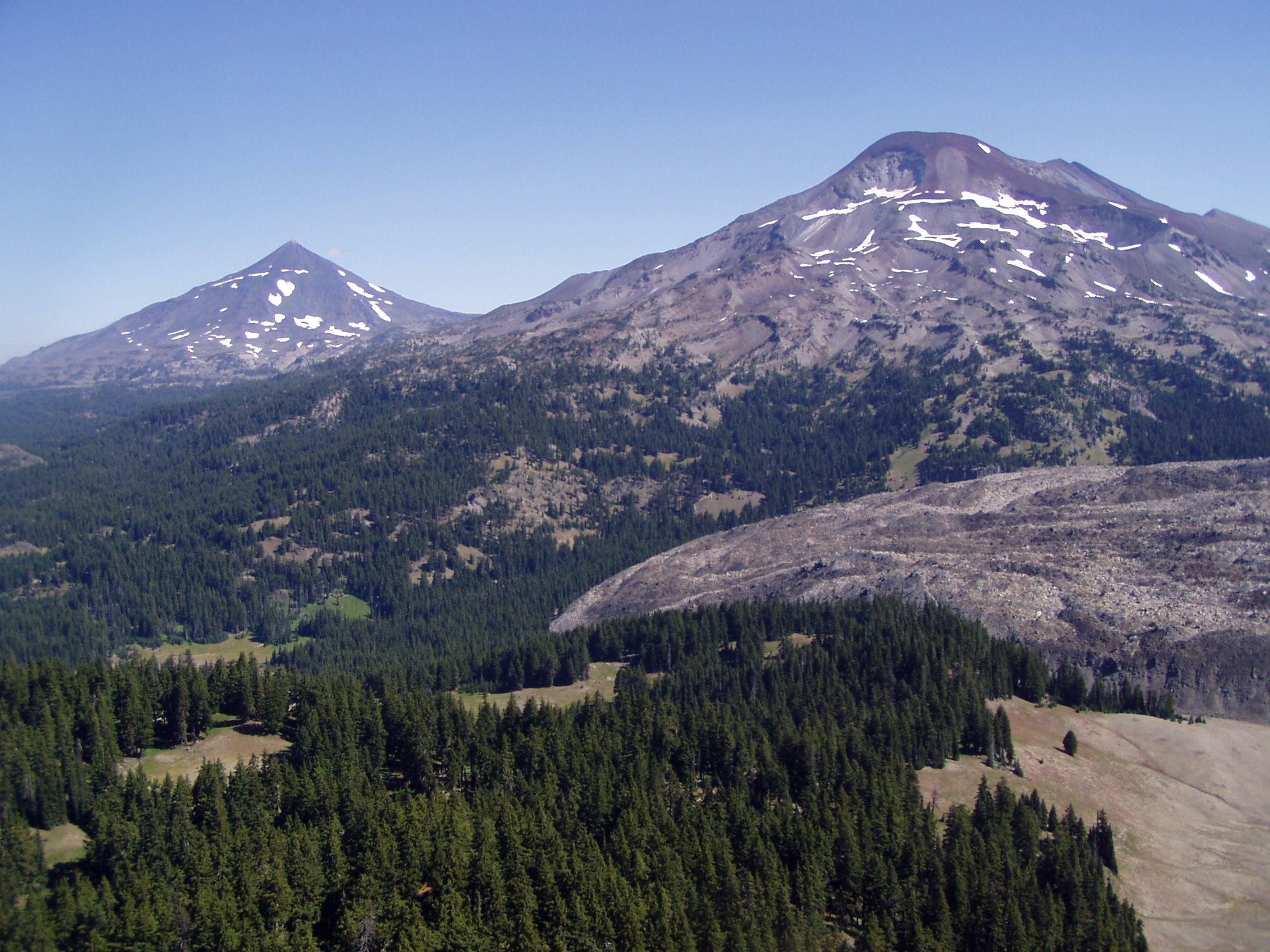
スリー・シスターズ原生地域の上空から眺めるミドル・シスター（左）とサウス・シスター

カスケード山脈の雨蔭の影響によってこの地域の天候は大きく変化する。太平洋から流れてくる空気は西側の斜面を上昇する過程で冷やされ、雨（冬では雪）となって水分を減らす。降水量は標高が高いほど多くなる。水分を減らした空気は山頂の東側を流れ下ることで温められて乾燥する。降水量は西側斜面で年間200センチメートルから320センチメートル、東側斜面では100センチメートルから200センチメートルの範囲で変化する。気温は夏には27 °Cから32 °Cに達し、冬の間は−29 °Cから−34 °Cまで下がる。
スリー・シスターズには標高2,055メートルから3,142メートルの範囲におよそ130に及ぶ雪原と氷河があり、これらの累計の表面積はおよそ10平方キロメートルである。ノース・シスターの山頂の北側にはリン氷河とヴィラード氷河があり、東側の斜面にはセイヤー氷河がある。ノース・シスターとミドル・シスターの間には北西方向へ流れるコリアー氷河が横たわっている。ミドル・シスターの北西と北東側の斜面にはそれぞれレンフルー氷河とヘイデン氷河があり、南東側の斜面にはディラー氷河がある。ミドル・シスターとサウス・シスターの間にはアーヴィング氷河とカーヴァー氷河、そしてスキナー氷河が流れ出ている。サウス・シスターでは頂上から時計回りにプラウティー氷河、ルイス氷河、クラーク氷河、ロスト・クリーク氷河、およびユージーン氷河が山を囲んでいる。コリアー氷河は1910年から1994年の間に1,500メートル後退し、その表面積が64パーセント減少したにもかかわらず、0.65平方キロメートルの面積を持つスリー・シスターズでは最大の氷河であると一般には考えられている。オレゴン州で最大の氷河であるフッド山のエリオット氷河は2004年時点でコリアー氷河のおよそ2.5倍の大きさとなっている。また、資料によってはプラウティー氷河はコリアー氷河よりも大きいとされている。

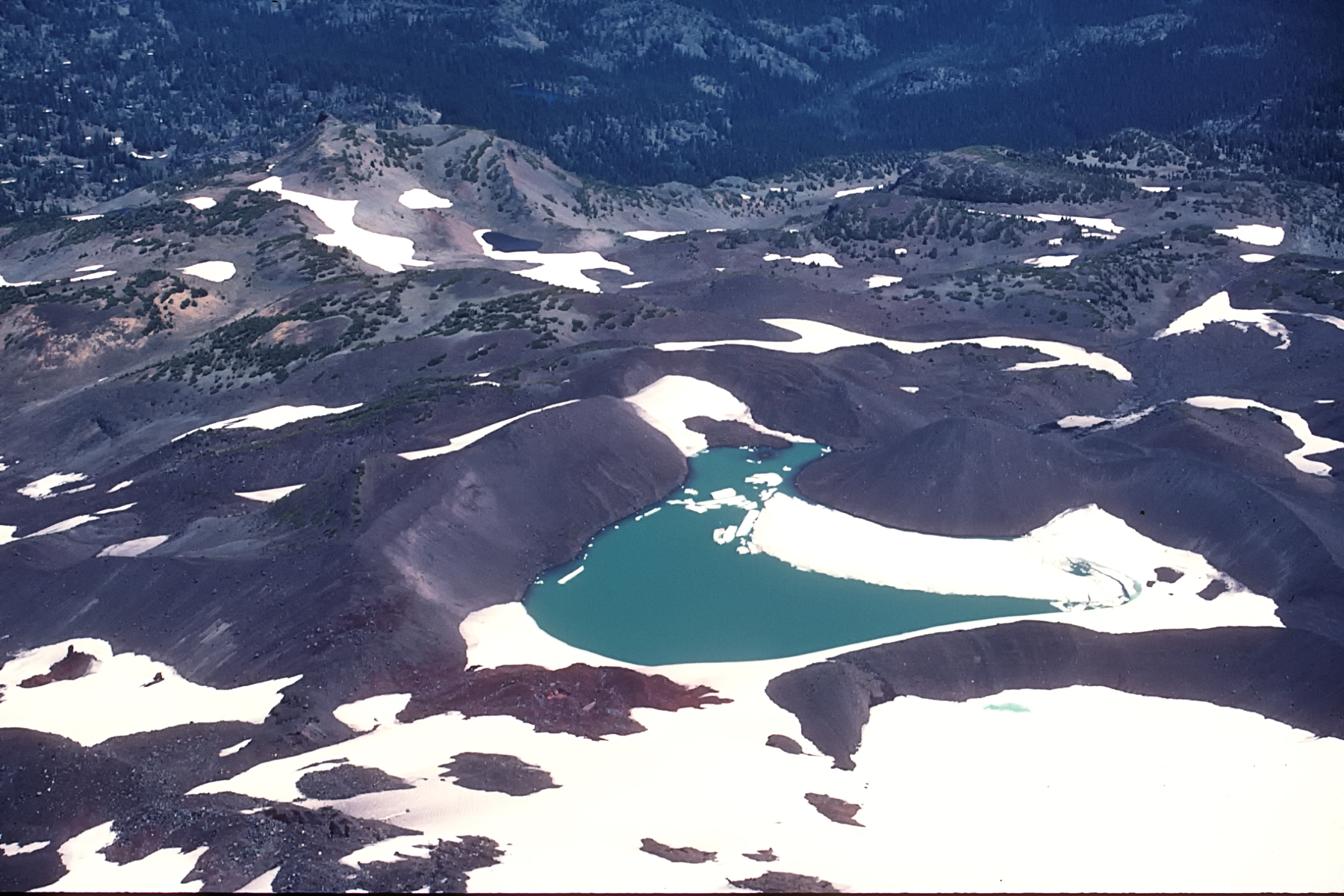
写真のカーヴァー湖はモレーンによってせき止められており、危険な土石流を発生させる可能性がある。

小氷期に形成された氷河が20世紀の間に後退した際に残された場所へ水が溜まり、モレーン・ダム湖（モレーンによってせき止められた湖）を形成した。スリー・シスターズ原生地域ではこのような湖がアメリカ合衆国本土の他のどの地域よりも多く見られる。この地域では過去に何度かの鉄砲水が発生しており、1966年10月7日には突然の雪崩による鉄砲水がカスケードレイクス・シーニックバイウェイまで到達した。1980年代にアメリカ地質調査所（USGS）の複数の科学者が同様の洪水が起こることへの懸念を示し、サウス・シスターのカーヴァー湖の水が溢れ、天然のダムが決壊することで大規模な土石流が発生し、原生地域の訪問者やシスターズの町を危険にさらす可能性があると指摘した。コリアー湖とディラー湖で行われた調査では、1940年代の初めと1970年にそれぞれの湖のダムが決壊していたことが示唆されている。原生地域内のモレーン・ダム湖には、他にノース・シスターの東側に位置するセイヤー湖とミドル・シスターとサウス・シスターの間に位置するチェンバーズ湖群の4つの湖がある。
かつてスリー・シスターズ一帯の森林は頻繁に山火事が発生し、先住民はこれらの火災に適応した生活を送っていたが、20世紀に入ると森林管理の活動を通じて山火事を人為的に抑制するようになった。しかし、その結果として森林が過度に生い茂るようになり、山火事が発生した場合にかえってその規模が拡大するとともに周辺地域の生態系や土地を脅かすようになっている。21世紀に入って以降、デシューツ国有林では山火事が頻発し、その規模も大きくなった。2012年9月には落雷によってスリー・シスターズ原生地域内のポール・クリーク地区で110平方キロメートルを焼く山火事が発生し、2013年5月まで同地区は閉鎖された。2017年8月に原生地域の当局者は、ミリ火災（同年8月17日の落雷による森林火災の名称）を含む11件の落雷に伴う火災の影響によって、パシフィック・クレスト・トレイルの39キロメートルの区間を含むスリー・シスターズ原生地域の西半分にあたる1,080平方キロメートルの土地への一般人の立ち入りを禁止した。火災の発生頻度が増加した結果、政府当局者は大気質や環境衛生への悪影響を最小限に抑えつつ、危険にさらされている動植物の生息地を保護するために科学者と協力して火災対処への体制を整備するなど、山火事がもたらす影響を政策立案の中に織り込んでいる。

## 地質学的特徴

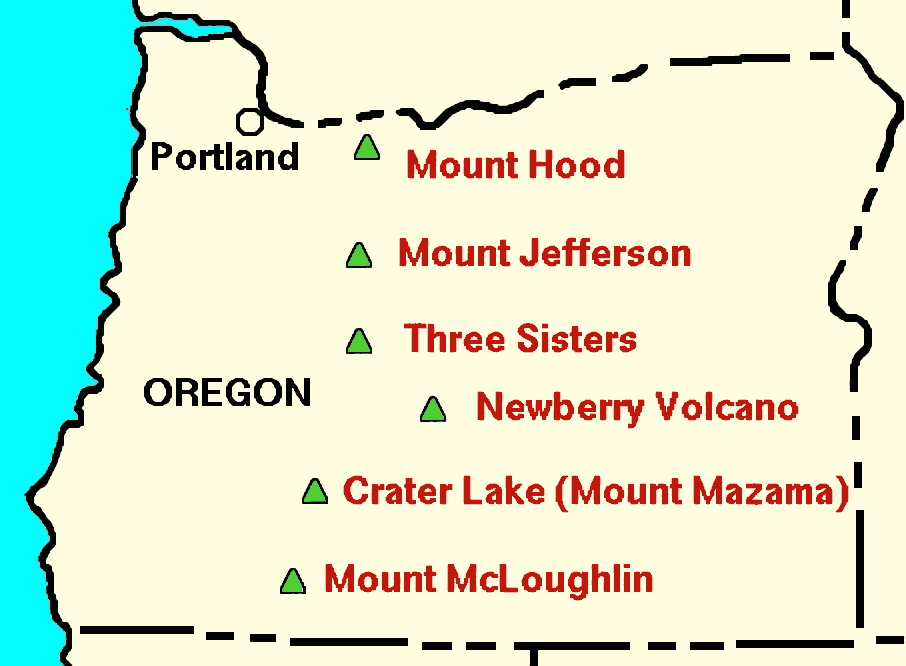
オレゴン州のカスケード山脈内にある他の主要な火山とスリー・シスターズの位置関係を示した地図

スリー・シスターズはハイ・カスケーズとして知られるカスケード山脈の東部に存在する他のいくつかの火山と隣接しており、これらの火山は南北方向に並んでいる。更新世末期に形成されたこれらの山々は、周辺地域の南北方向に平行する断層によって沈降したより古い火山が基礎となっている。
カスケード火山弧とカスケード山脈の一部をなす3つの火山は、それぞれ異なる種類のマグマから異なる時期に形成された。ノース・シスターと比べて若い火山であるミドル・シスターとサウス・シスターの溶岩に含まれる流紋岩の量は近隣の山々に比べると相対的にかなり多い。スリー・シスターズは特異な流紋岩質の地殻溶融物質の先端部分を形成しているが、このような火山の成り立ちはマントル対流（対流による地球の固体ケイ酸塩マントル層の移動）と過去1600万年の間に隣接する地域で同様の溶融と流紋岩質火山を発生させてきた減圧プロセスの組み合わせによって説明できる可能性がある。他のカスケード山脈の火山と同様に、スリー・シスターズはファンデフカプレートが北アメリカプレートの西側の縁の下に沈み込むことによって生成されたマグマ溜りを起源として成長した。
また、何度にもわたる氷期の到来と氷河の発達が山を浸食していた更新世における気候の変化もスリー・シスターズの山体の形成に寄与している。

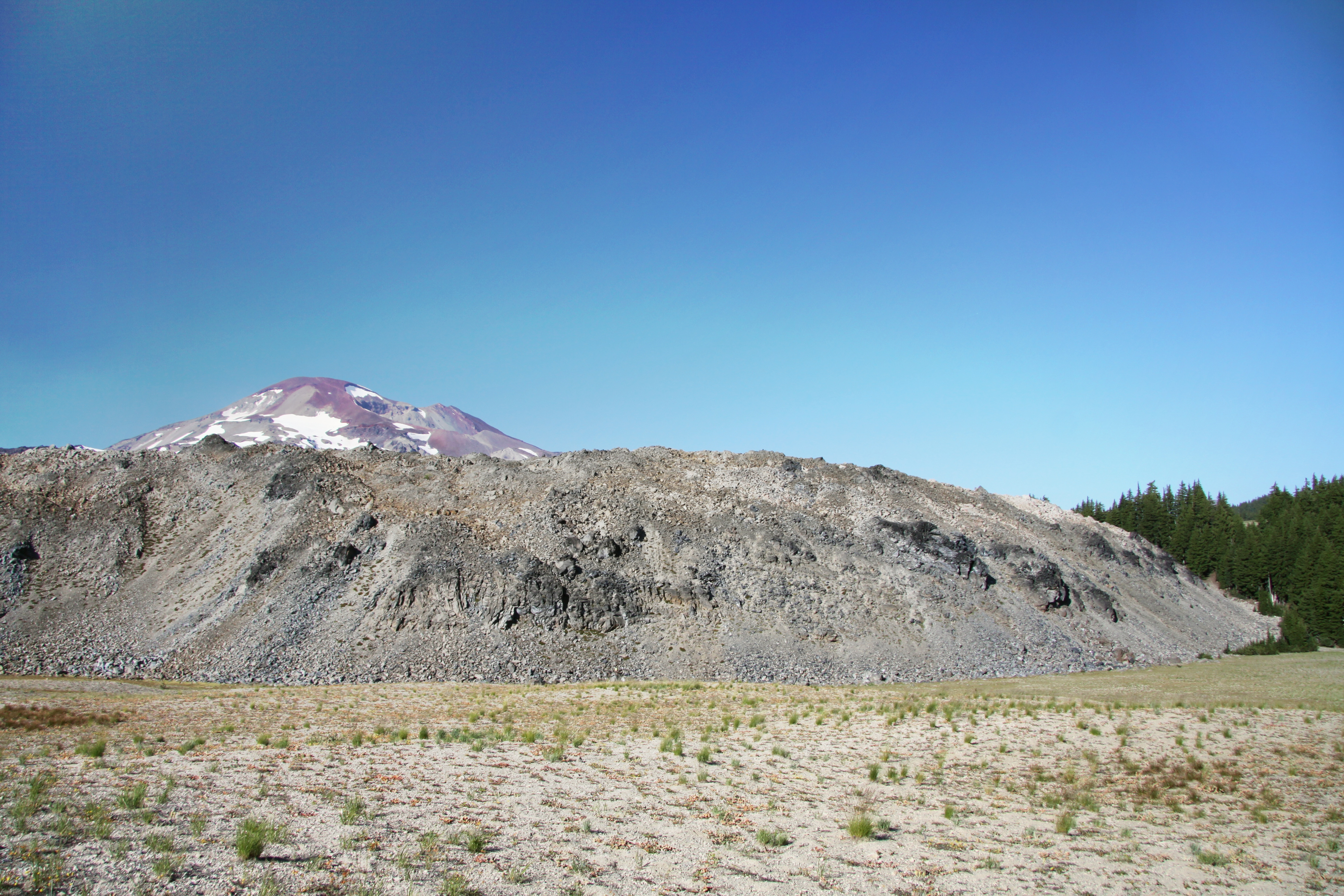
ロック・メサと呼ばれる写真の溶岩ドームはスリー・シスターズの近隣に存在する流紋岩質の溶岩ドームの一例である。背後にはサウス・シスターの姿が見える。

スリー・シスターズは火山の頂が密集している一帯の中心部分を形成している。これはカスケード山脈の他の場所での火山の間隔が一般には64キロメートルから97キロメートルの範囲にあるのとは対照的である。カスケード山脈で最も火山活動が活発であり、世界で最も密集度の高い火山地帯のひとつであるスリー・シスターズ地域には、北にベルクナップ・クレーター、ワシントン山、ブラック・ビュート、スリー・フィンガード・ジャック、南にブロークン・トップ、バチェラー山などの山々が連なっている。周囲の火山のほとんどは苦鉄質（玄武岩質）の溶岩から形成され、サウス・シスターとミドル・シスターだけが安山岩、デイサイト、および流紋岩などのケイ長質岩を豊富に含んでいる。苦鉄質マグマは粘性が低く、溶岩流を生み出し、ケイ長質マグマよりも爆発的噴火を起こしにくいという特徴がある。
この地域は更新世に火山活動が活発となり、およそ65万年前から25万年前の間にトゥマロ火山センターと呼ばれる爆発的で活発な複合火山体から噴火を起こしていた。また、ラヴァ・ビュートのような安山岩質、苦鉄質のスコリア丘や、流紋岩質の溶岩ドームの存在も地域内の特徴となっている。スコリア丘は大小さまざまな多くの火山砕屑物の破片が落下して積み重なることで形成され、一方で粘性の高い流紋岩質の溶岩ドームは歯磨き粉のように溶岩が地表に押し出されることで形成される。
トゥマロ火山はポンペイを破壊したヴェスヴィオ火山の噴火と同様に、プリニー式噴火による堆積物を地域一帯に広め、溶結凝灰岩を形成した。これらの堆積物はトゥマロの町からベンドの町に至る範囲に広がった。ノース・シスターから流れ出た玄武岩質溶岩流が最も若いトゥマロ火山の火山砕屑堆積物の上を覆っており、ノース・シスターが26万年前より新しい時期に活動していたことを示している。

### ノース・シスター

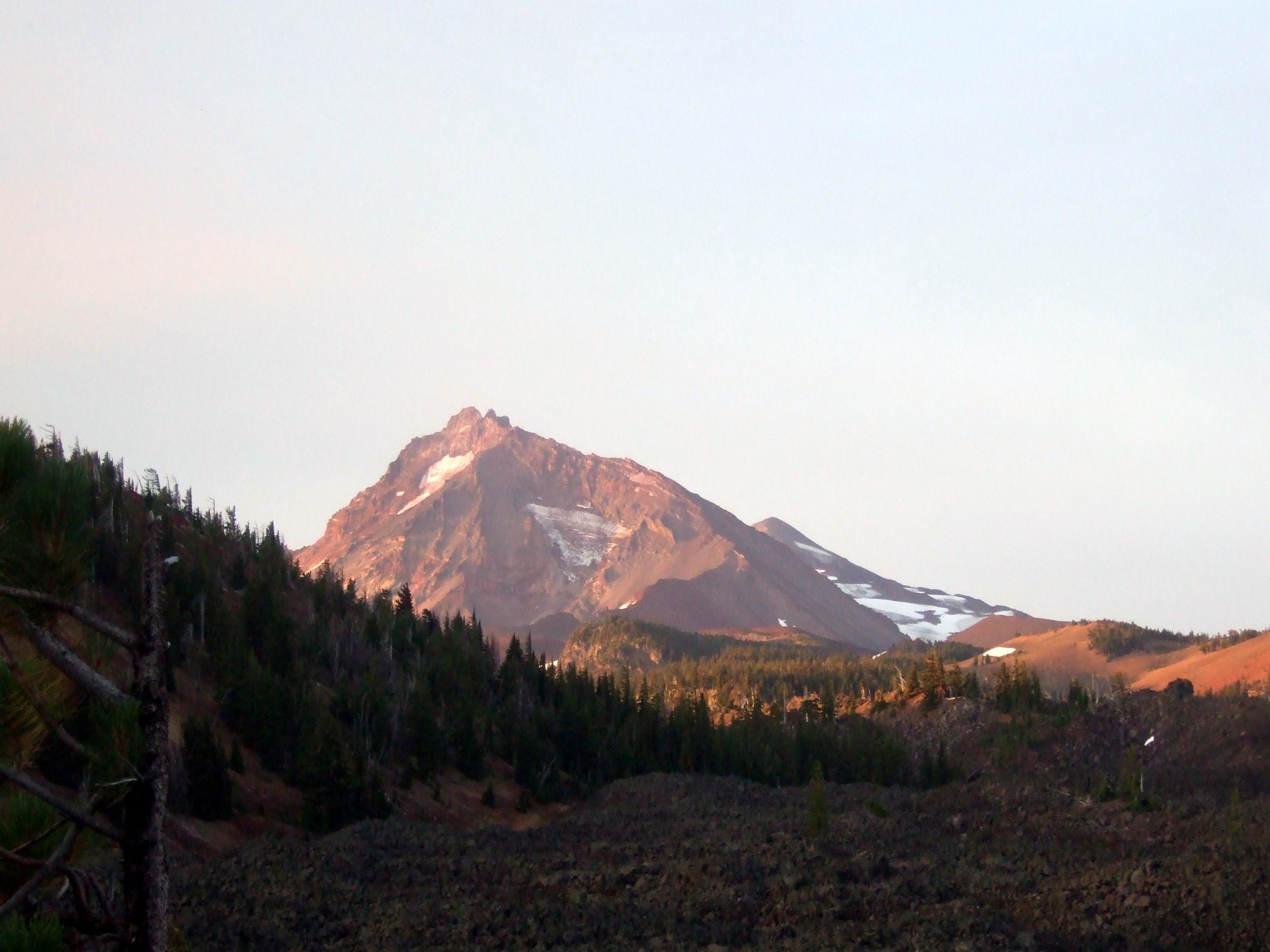
森林地帯の上に横たわる写真のノース・シスターはかなり侵食が進んでおり、一帯に氷や雪が散在している様子が見える。

ノース・シスターはフェイス（Faith）とも呼ばれ、3つの山の中では最も古く、激しく侵食されており、氷河の間にのこぎり状の岩の尖峰がある。また、火山の形態は楯状火山であり、リトル・ブラザーと呼ばれるより古い同様の楯状火山を覆っている。火山の幅は8キロメートル、山頂の標高は3,075メートルである。岩石は主に玄武岩質安山岩からなり、他の2つの火山よりも苦鉄質に富んでいる。堆積物はパラゴナイトと赤と黒のスコリアに富み、形成時期が新しいものほど鉄分が豊富である。ノース・シスターの溶岩流は火山の長い噴火の歴史を通じて似たような組成を示している。最も古い溶岩流の形跡はおよそ31万1000年前のものとされているが、確実とみられる最も古い形跡はおよそ11万9000年前のものである。推定ではこの火山の最後の噴火は後期更新世の4万6000年前に起こったとみられている。ただし、北側の山麓に位置するマッケンジー峠付近の火口からは1600年前まで塊状の溶岩流が発生していた。
ノース・シスターは既存の岩に貫入したマグマによって形成される岩脈を有し、カスケード山脈の類似したどの山よりも多くの岩脈が見られる。これらの岩脈の多くは幅300メートルの岩栓の貫入によって周囲に形成された。これらの岩脈と岩栓は長期にわたる浸食によって露出している。一時期火山の標高は3,400メートル以上に達していたが、浸食によって山体の体積は3分の1から4分の1にまで削られている。今日においては岩栓は露出しており、ノース・シスターの頂であるプラウティー・ピークとサウス・ホーンを形成している。

### ミドル・シスター

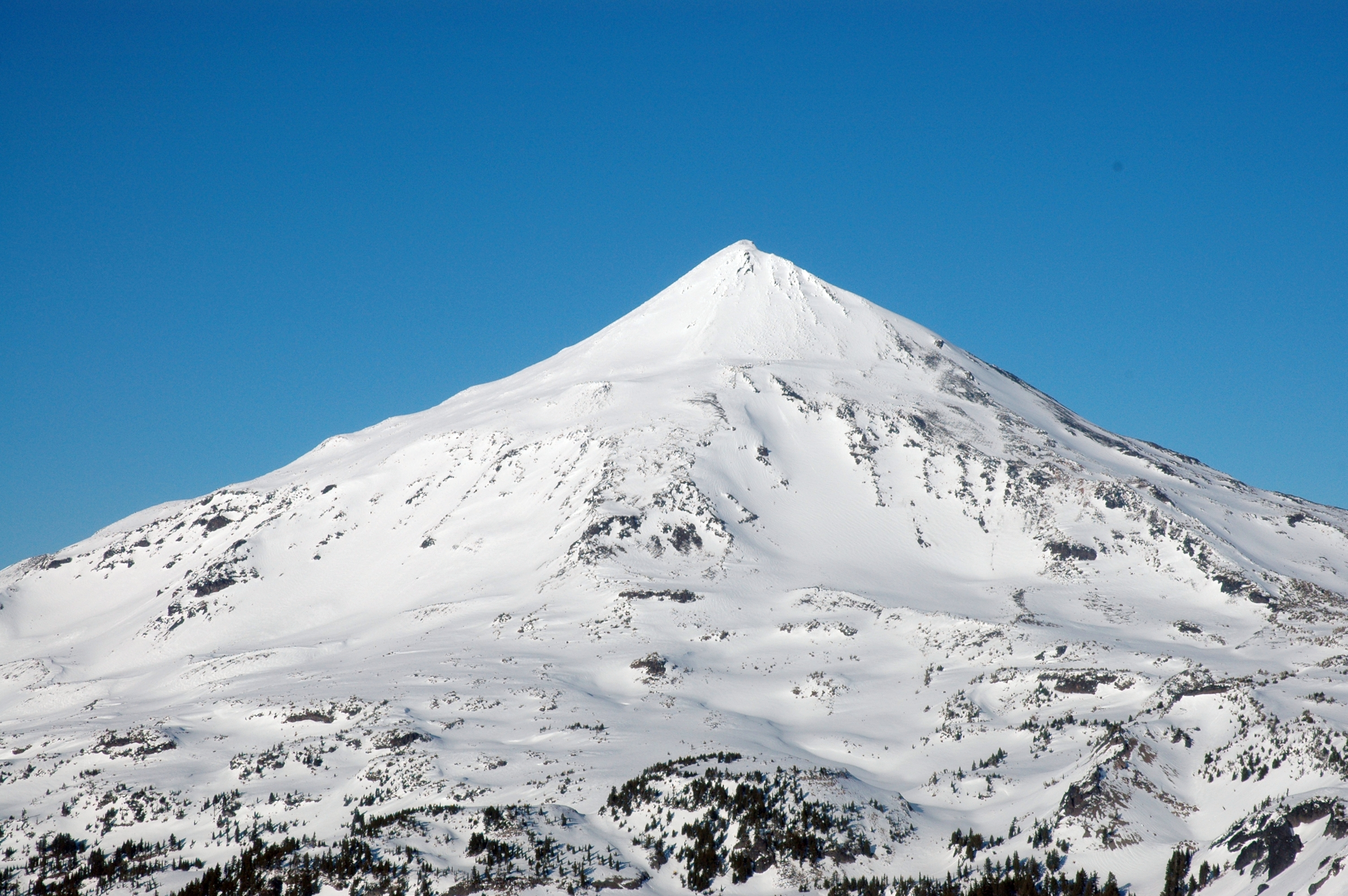
円錐形をしたミドル・シスター

ミドル・シスターはホープ（Hope）の名でも知られる玄武岩質の成層火山で、より粘性の高い安山岩、デイサイト、および流紋岩も噴出している。3つの火山の中では最も小さく、研究も最も進んでいない。火山は4万8000年前に噴火活動を開始し、主に2万5000年前から1万8000年前に起きた噴火によって形成された。最も初期の主要な噴火現象の1つ（およそ3万8000年前）では、山の北西側の斜面に位置するオブシディアン・クリフ（「黒曜石の崖」を意味する）と呼ばれる流紋岩が形成された。また、厚くデイサイトに富む溶岩流が山の北側と南側の斜面から広がっている。これらの溶岩流は山の麓から7キロメートルに達するより古い安山岩質の溶岩流の痕跡とは対照を成している。
ミドル・シスターの標高は3,064メートルである。山体は円錐形をしており、東側の斜面は氷河によって大きく浸食されているが、西側の斜面はほとんど侵食を受けていない。また、スリー・シスターズの中では最も広い範囲を氷が覆っている。東側の斜面では山体に切れ込んでいるヘイデン氷河とディラー氷河が流れ、北西側の斜面にはレンフルー氷河が横たわっている。大規模ではあるものの後退を続けているコリアー氷河は2,000万立方メートルの氷を含み、この地域では最も厚く大きな氷河である。この氷河はミドル・シスターの北側の斜面に沿って下り、ノース・シスターの西側の斜面に食い込んでいる。更新世と完新世における氷河の侵食によってミドル・シスターの中心部付近では岩栓が露出している。

### サウス・シスター

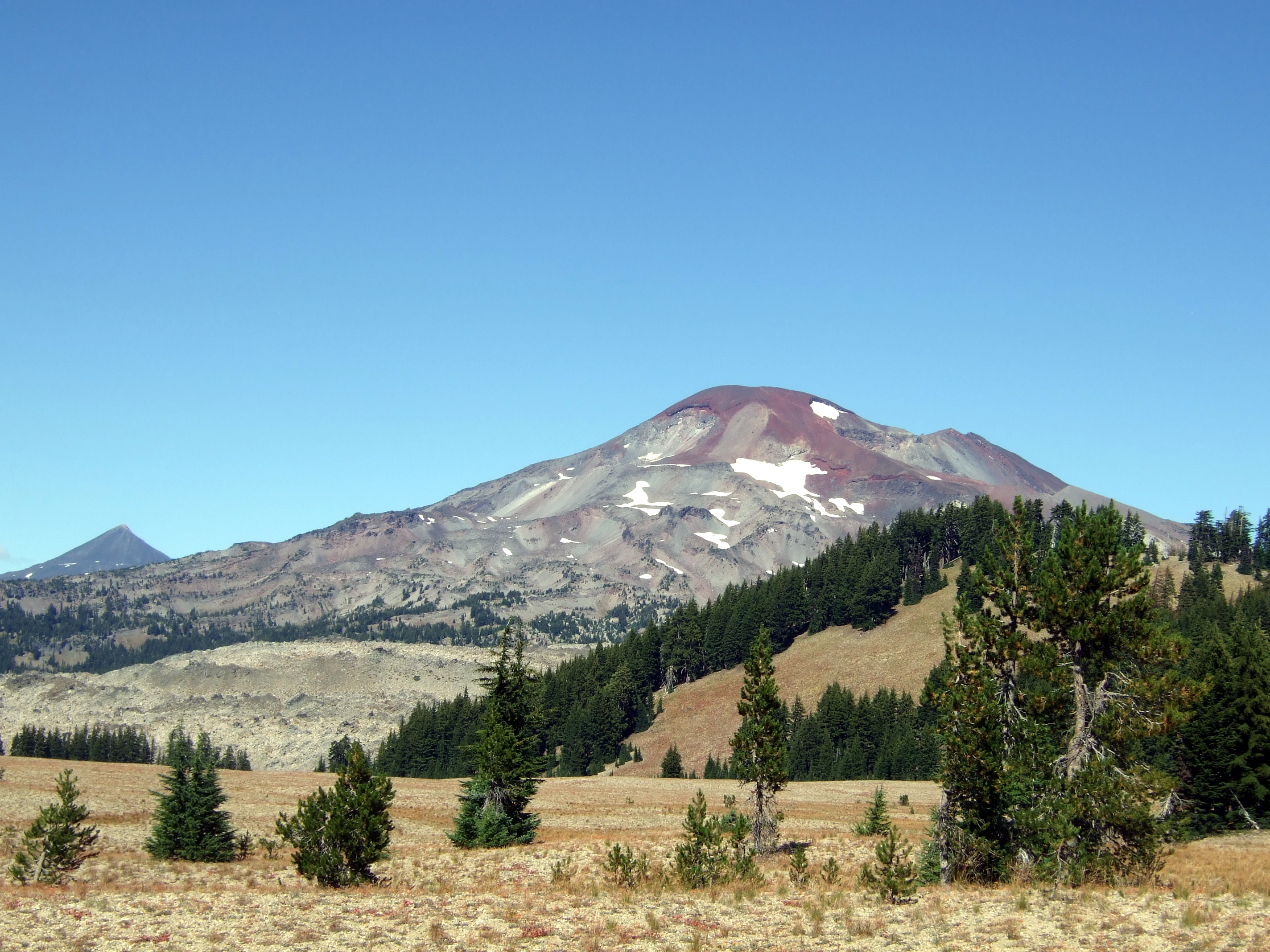
サウス・シスター

サウス・シスターはチャリティー（Charity）の名でも知られ、スリー・シスターズの中では最も高い3,159メートルの標高を持つ。火山の噴出物の組成は玄武岩質安山岩から流紋デイサイトと流紋岩までの範囲である。この火山はより古い楯状火山の構造を覆っている流紋岩質の成層火山である。今日見られる火山の構造は5万年前より新しいものであり、最後に噴火したのはおよそ2000年前である。5万年前から3万年前までの初期の噴出物は主に流紋岩であったが、3万8000年前から3万2000年前の間にはデイサイトもしくは流紋デイサイトと流紋岩の噴出を交互に繰り返すようになった。2万7000年前頃には安山岩の急峻な広い円錐形の山頂を形成した。その後は1万5000年にわたって噴火活動が停止し、活動が再開した後の火山の組成はデイサイト質からより流紋岩質のものへ変化した。
およそ2200年前の一連の噴火現象はロック・メサ噴火サイクルと呼ばれ、最初に火山の南側斜面と南西側斜面の火口から火山灰が噴出し、その後は厚い流紋岩質の溶岩流が発生した。続く2000年前のデビルズ・ヒル噴火サイクルでは爆発的な火山灰の噴出に続いて同様に粘性の高い流紋岩質の溶岩流が形成された。この噴火サイクルはロック・メサ噴火サイクルとは異なり、岩脈を形成した新しいケイ長質マグマの貫入によって引き起こされ、デビルズ・チェーンと呼ばれる南東側の5キロメートルに及ぶ16個の列状の火口群と北側の1.2キロメートルのより小規模な同様の列状の火口群からこれらの物質を噴出した。また、この一連の噴火は火山の北側、南側、東側、および南東側の火口から火砕流を発生させ、溶岩ドームを作り出した。比較的最近のこれらの後氷期の噴火は、サウス・シスターの下にケイ長質のマグマ溜りが存在し、将来的な噴火につながる可能性があることを示唆している。

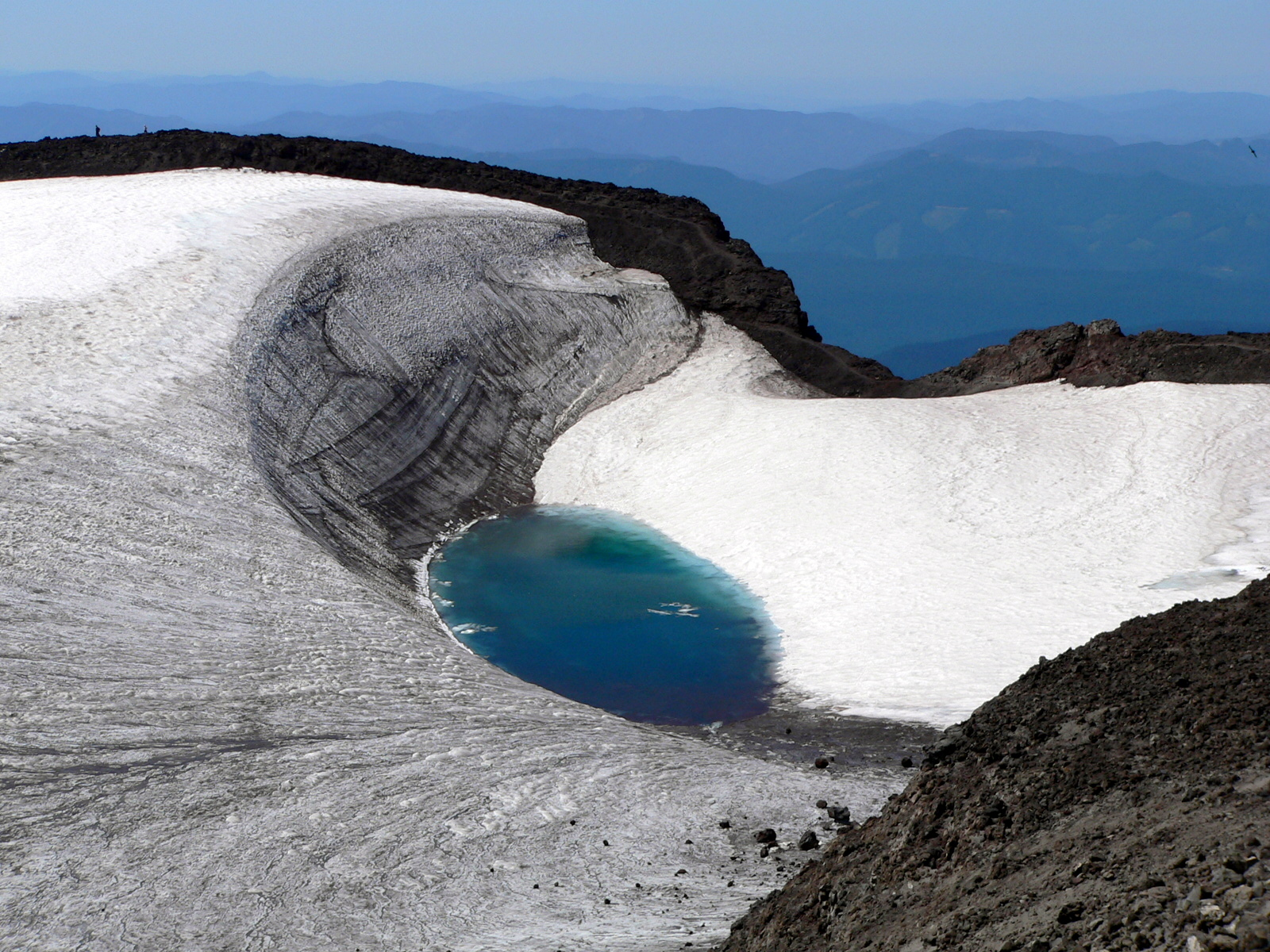
サウス・シスターの山頂に存在するティアドロップ・プールはオレゴン州で最も高い場所に位置する湖である

ノース・シスターやミドル・シスターとは異なり、サウス・シスターには直径およそ400メートルの侵食を受けていない山頂の火口があり、オレゴン州で最も高い場所に位置する湖でもあるティアドロップ・プールと呼ばれる小さな火口湖が存在する。この円錐形の山頂は赤いスコリアとテフラを伴う玄武岩質安山岩からなり、スコリアで形成されている黒色と赤色の内壁が露出している。ホッジ・クレストと呼ばれる頂は主峰とほぼ同時期の2万8000年前から2万4000年前に形成された偽ピークである。
比較的若い火山にもかかわらず、山頂以外の全ての部分は更新世と完新世の氷河による著しい侵食を受けている。3万年前から1万5000年前の間にサウス・シスターの南側の斜面は氷流で覆われ、山頂から1,100メートル下った場所に小規模な氷原が広がった。山頂直下の北側の斜面には氷河の浸食による高さおよそ370メートルのヘッドウォール（圏谷の頂上部の崖）が露出している。完新世にはより小規模な氷河が山体に形成され、前進と後退を繰り返しながら標高2,100メートルから2,700メートルの間にモレーンと漂礫土を堆積させた。ルイス氷河とクラーク氷河には圏谷と呼ばれる氷河によって形成された谷があり、火口縁の外壁を著しく険しい地形にしている。また、サウス・シスターの斜面にはロスト・クリーク氷河やプラウティー氷河を含む小規模な氷河が存在する。

### 現代における火山活動の推移と潜在的な危険
1925年にスリー・シスターズ地域の最初の地質調査が公表され、その執筆者である地質学者のエドウィン・トーマス・ホッジは、原生地域にあるスリー・シスターズと5つの小規模な山は中新世か鮮新世初期に活動していた巨大な火山が崩壊した残骸であるとする説を提示した。ホッジはこの古い火山をマルトノマ山と名付け、マザマ山が崩壊してクレーター・レイクが形成されたのと同様に、マルトノマ山も崩壊してカルデラを形成したとする理論を立てた。1940年代には地質学者のハウエル・ウィリアムズがスリー・シスターズ周辺の火山を分析し、マルトノマ山は全く存在せず、この地域の火山はそれぞれ独自の噴火の歴史を持っていることを論証した。1944年に発表されたウィリアムズの論文は、化学的手法や放射年代測定法を活用できなかったにもかかわらず、スリー・シスターズ一帯の概略を明らかにしたものだった。その後は複数の科学者が2012年に公表された詳細な地質図を含むスリー・シスターズに関する調査地図と岩石学的研究を発表した。

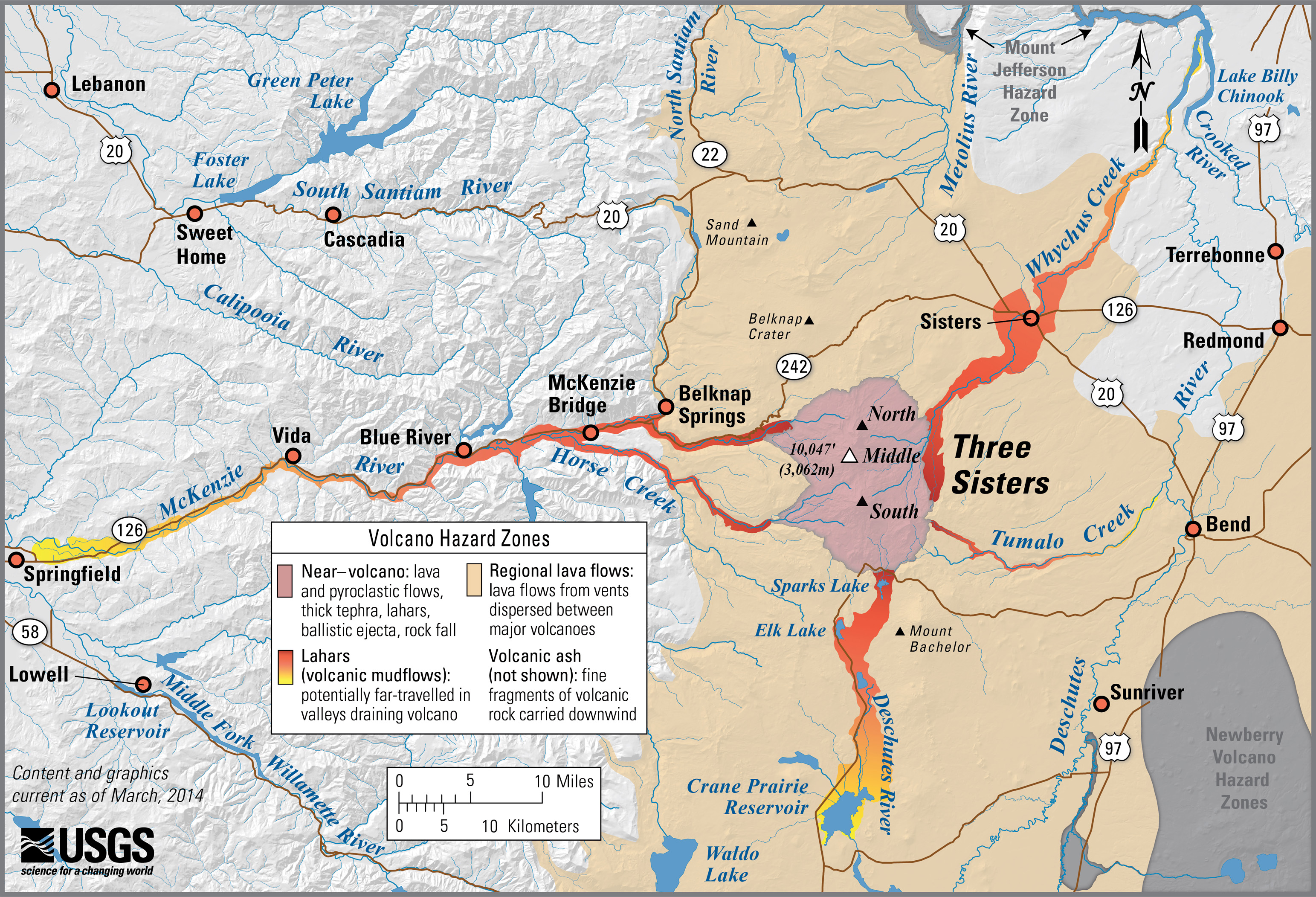
火山の隣接地域における溶岩流とラハールの危険度を示しているスリーシ・スターズのハザードマップ

ノース・シスターとミドル・シスターについては、恐らくいずれも火山活動を再開する可能性はないとみられている。サウス・シスターについては火山の危険区域が山頂より2キロメートルから10キロメートルの範囲に達するため、噴火によって火山に隣接する地域の生物に危険を及ぼす可能性がある。また、噴火が起こった場合、ベンドの市街地ではテフラが25ミリメートルから51ミリメートル降り積り、さらにラハールや火砕流が山の斜面を流れ下ることでその経路にあるすべての生命を脅かす恐れがある。サウス・シスターの噴火は爆発的噴火と流出的噴火のいずれの形態も取る可能性があるが、局所的な火山岩の堆積と流速の遅い溶岩流を伴った火山灰の噴出が最も可能性の高い噴火形態であると考えられている。また、サウス・シスターの西側には熱水泉が存在するものの、噴気活動は見られない。
1986年から1987年にかけてアメリカ地質調査所が傾斜水準測定のネットワークと光波測距儀を用いてスリー・シスターズの周辺地域を測量したが、サウス・シスターはその後20年間厳密な測地解析の対象とはならなかった。それでも同調査所は1992年から2001年にかけて毎年干渉合成開口レーダー（InSAR）による観測を行い、全地球測位システム（GPS）による観測と合わせて2001年に計画立案、文書化、およびデータ処理とアーカイブ化を含むサウス・シスターにおける一連の組織的な測量活動を終えた。その後は2004年8月に再びGPSによる後続の調査と傾斜水準の測定が行われた。また、1997年の後半に地下6.4キロメートルの地点でマグマ溜りが形成され始め、2000年には衛星画像によってサウス・シスターの西4.8キロメートルの地点で地殻変動による隆起が確認されたことで火山活動が潜在的には活発であることが明らかとなった。科学者たちは火山が活動を再開したのではないかと懸念を示したが、インターフェログラム（波動の干渉によって形成されるパターン図）を調査したところ、わずかな変形を起こしただけであることが判明した。2002年の研究では貫入したマグマの組成は玄武岩質または流紋岩質であると推定された。
2004年には隆起した地域を震源とする群発地震が発生したが、数百回に及んだこれらの小規模な地震は数日後に収束した。2011年の調査によれば、隆起速度はこの群発地震をきっかけにピーク時から著しく衰え、2004年以降80パーセント速度が低下した。2007年までに隆起速度は鈍化したものの、この地域はまだ潜在的には火山活動が活発であるとみられている。また、2010年に発表された研究によれば、マグマの貫入部分はおよそ5,950万立方メートルの体積を有している。2013年には複数の科学者が2000年代初頭において年間最大51ミリメートルであった隆起速度が年間およそ7.6ミリメートルまで鈍化したことを明らかにした。その後、2020年6月から2021年8月にかけてサウス・シスターの西方5キロメートルの地点から半径10キロメートルの範囲で2.2センチメートルの地面の隆起が観測された。この数値は2020年以前の数年間よりも明らかに速い隆起速度であるものの、群発地震の発生や大量の火山ガスの放出といった噴火が起こる兆候は見られず、短期的には噴火する可能性は低いとみられている。

## 生態系

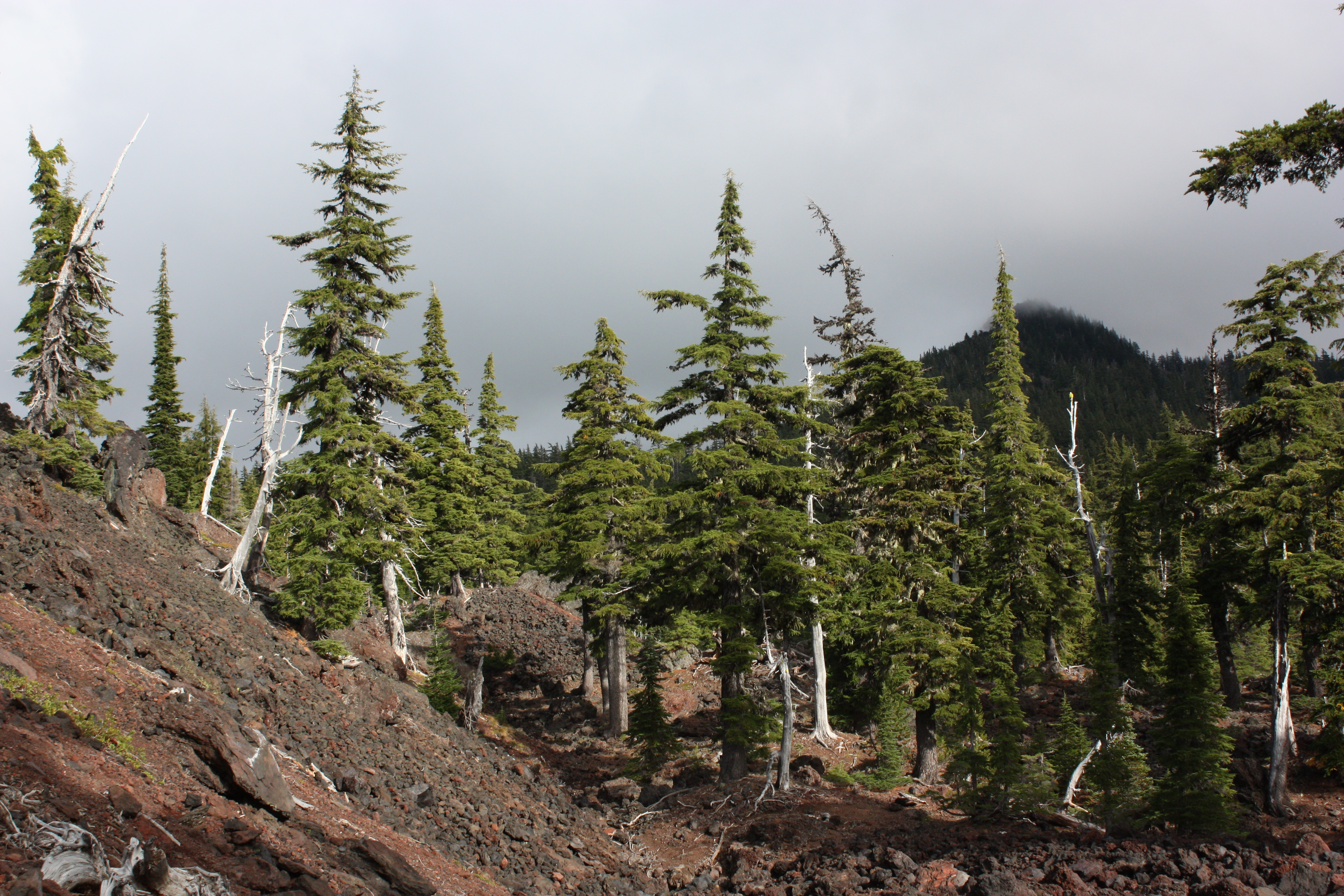
安山岩質の溶岩の上に育つアメリカツガ

スリー・シスターズの生態系はオレゴン州中央部のカスケード山脈内の地理的環境を反映している。西側の標高910メートルから2,000メートルの斜面は降水量の豊富な西カスケード山地性高地生態地域に属している。この一帯の森林はベイマツとアメリカツガが大部分を占めており、その他にはマウンテンヘムロック（ミヤマベイツガ）、ノーブルモミ、ミヤマバルサムモミ、アメリカオオモミ、ウツクシモミ、レッドオルダー、タイヘイヨウイチイが少数存在する。樹木の下にはツタカエデ、ツツジ、ヒイラギメギ、ハックルベリー、シンブルベリーなどが生育している。1,100メートル未満の標高ではベイマツ、それ以上の標高ではアメリカツガが支配的である。
スリー・シスターズの高木限界は標高2,000メートルである。ここで林冠が開け、亜高山帯が始まる。亜高山帯の森林はカスケードクレスト山地性森林生態地域に属している。この一帯はマウンテンヘムロックが支配的であり、草地にはカヤツリグサ科、Salix herbacea（ヤナギ属の種）、ヒロハノコメススキ、ルピナス属、カスティレヤ属、Koenigia davisiae（チシマミチヤナギ属の種）などが生育している。
森林限界は標高2,300メートルである。この厳しい環境の高山地帯は草本植物と低木からなる亜高山草原の植生を示している。この一帯は冬に大きな氷原が広がり、一年の大半を通じて低温である。森林限界線の近くにはマウンテンヘムロック、ミヤマバルサムモミ、ホワイトバークパイン（アメリカシロゴヨウ）などが点在し、湿った草地にはCarex breweri、Carex heteroneura、Carex nigricans（以上、スゲ属の種）、ヒロハノコメススキ、イワアズマギクなどが生育している。スリー・シスターズの山頂付近は岩肌の露出した場所が広範囲に存在する。

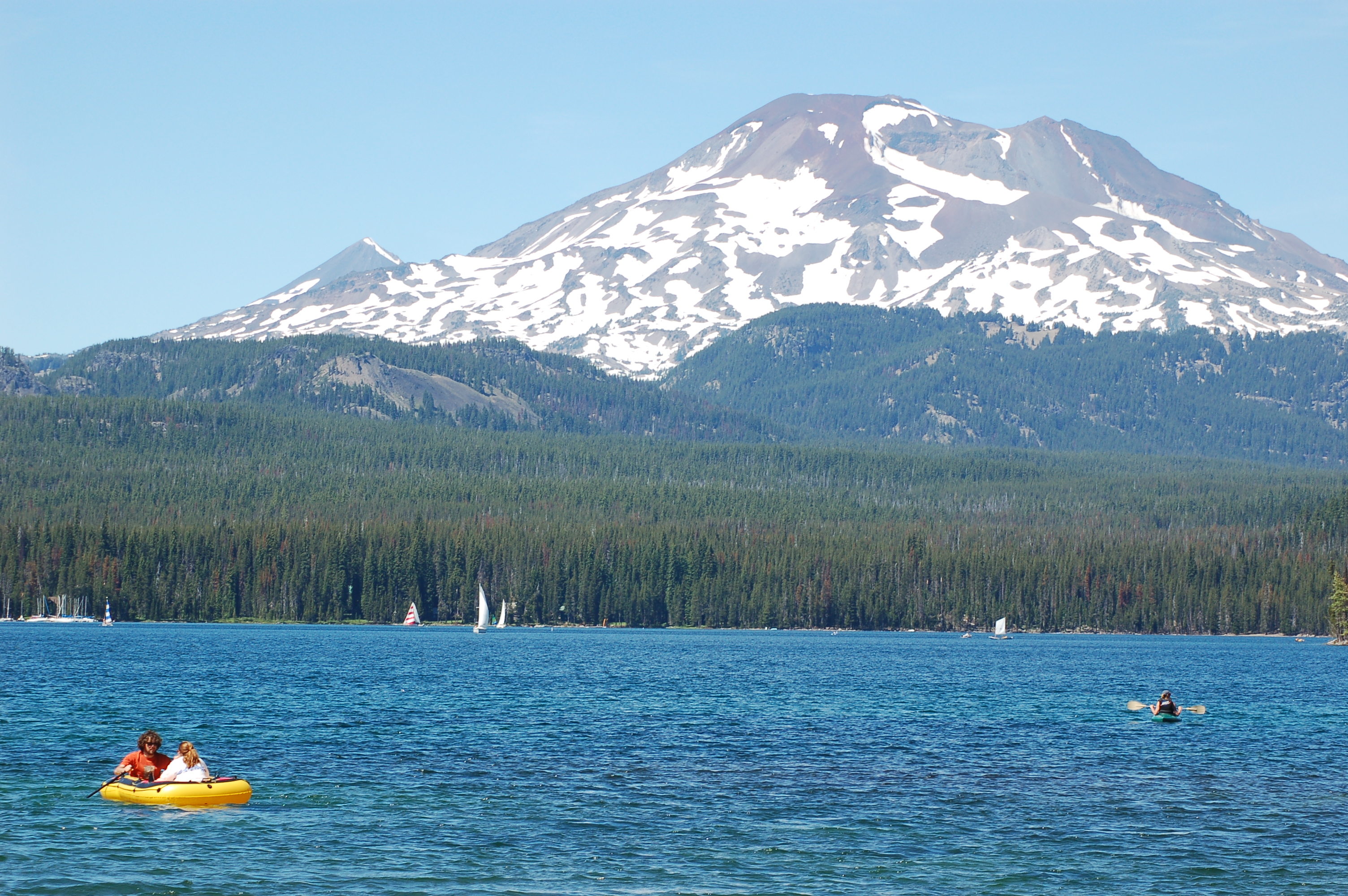
スリー・シスターズの南麓に位置するエルク湖から望むサウス・シスター

スリー・シスターズの東側斜面の標高1,600メートル未満の一帯はポンデローサパイン／ビターブラシュ森林生態地域に属している。この生態地域は西側斜面よりも降水量が少なく、マザマ・アッシュ（マザマ山から噴出した火山灰）に由来する土壌を持っている。この地域の火山性の水文地質の性質によって、一年を通して水路の流量はほとんど変化しない。これらの傾斜地はほぼ純粋なポンデローサパイン（ポンデローサマツ）の群落を支えている。下層植生に関しては、標高の高いところではArctostaphylos patula（クマコケモモ属の種）やセッコウボク属、低いところではPurshia tridentata（プルシア属の種）が生育している。渓流沿いにはセイヨウハンノキ、アカクキミズキ、ヤナギ、スゲなどが生育している。
動物相に関しては、アオライチョウ属、エリマキライチョウなどの鳥類、ナキウサギ、シマリス、キンイロジリスなどの小型哺乳類、より大型の種ではオグロジカ、ミュールジカ、ワピチ、アメリカグマなどがいる。また、ボブキャット、ピューマ、コヨーテ、クズリ、テン、アメリカアナグマ、イタチ、ハクトウワシ、および数種のタカは、スリー・シスターズ全域で捕食動物として多くの割合を占めている。

## 人間との関わり
スリー・シスターズ地域は最終氷期が終わって以降アメリカ先住民が居住するようになり、主として東に北パイユート族が居住し、西にモララ族が居住した。これらの人々はベリーを収穫し、籠を作り、狩りを行い、黒曜石の矢じりや槍を作った。また、サウス・シスターの南に位置するデビルズ・ヒルではロックアートの痕跡を見ることができる。

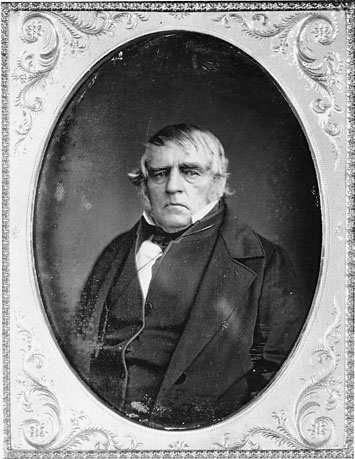
西洋人として初めてスリー・シスターズを発見したピーター・スキーン・オグデンの肖像（1854年頃）

スリー・シスターズを最初に発見した西洋人はハドソン湾会社の探検家のピーター・スキーン・オグデンで、1825年のことであった。オグデンはフッド山の南にある「いくつもの高い山々」について記録している。発見から10か月後の1826年には植物学者のデイヴィッド・ダグラスがウィラメット・バレーから見える雪に覆われた山々について報告している。1840年代にウィラメット・バレーで徐々に入植者が増えていくと、ヨーロッパ系アメリカ人が西側から山頂へアプローチし、恐らくこの時に個別に山の名前を付けたとみられている。ナサニエル・ジャーヴィス・ワイエスやジョン・チャールズ・フレモントなどの探検家は、それぞれ1839年と1843年に東からのランドマークとしてスリー・シスターズを利用した。また、1855年にはジョン・ストロング・ニューベリーが大陸横断鉄道の測量の一環としてこの地域を調査した。
ウィラメット・バレーと中央オレゴンの大農場、さらには東オレゴンとアイダホ州の金鉱を結ぶために、1862年にフェリックス・スコットとマリオン・スコットがスコット峠を越える道を走破した。この道はスコット・トレイルの名で知られていたが、20世紀初頭にさらに北側のマッケンジー峠を越える道（今日のオレゴン州道242号線）に取って代わられた。また、1866年にスリー・シスターズのうちの1つの山が何度か火煙を噴出したとする記録が残っている。
19世紀後半に東オレゴンでは大規模な羊毛生産が行われていた。羊飼いたちは1,500頭から2,500頭に及ぶ羊の群れをスリー・シスターズに連れて行った。5月か6月には東部のホワイチャス・クリークに近い山麓の丘に到着し、8月と9月にはより高い場所にある牧草地に登った。1890年代までにこの地域は過放牧になりつつあった。規制措置がとられたにもかかわらず、羊の放牧は1910年にピークに達し、その後1930年代にノース・シスターとミドル・シスター、1940年にサウス・シスターで放牧が禁止された。
グロバー・クリーブランド大統領は1891年の森林保護法で定められた権限に基づき、1892年にカスケード森林保護区の創設を決定した。この保護区はカスケード山脈の主だった峰の周辺の幅30キロメートルから100キロメートルに及ぶ帯状の土地で、コロンビア川からほぼカリフォルニア州との境界付近まで伸びていた。1905年に保護区の管理は総合土地事務所から農務省森林局に移された。1907年に保護区はカスケード国有林に改名された。1908年に国有林は分割され、スリー・シスターズ周辺の東半分はデシューツ国有林となり、西半分は1934年に他の国有林と合併してウィラメット国有林となった。

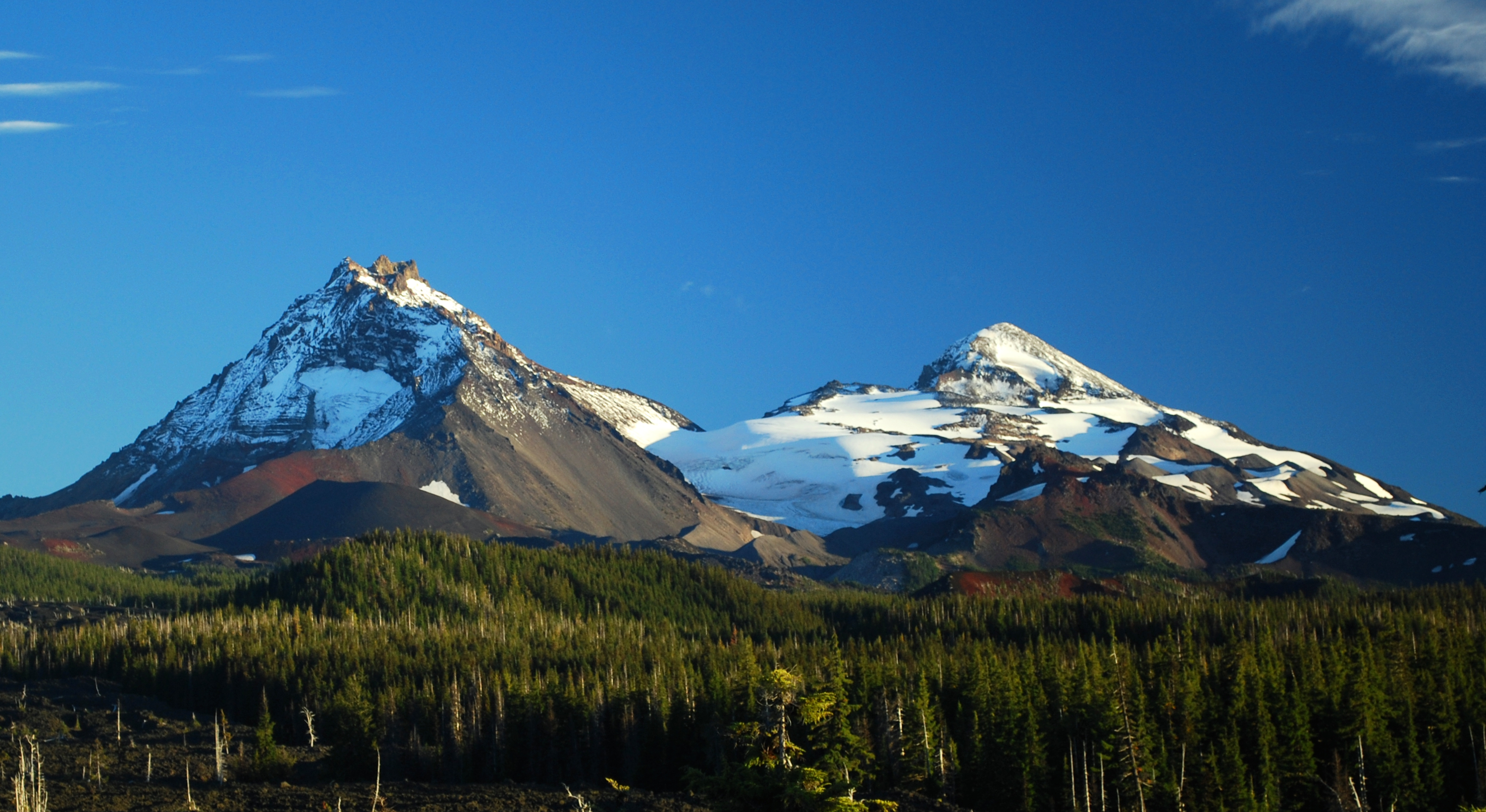
ノース・シスター（左）とミドル・シスター。両方の山の間にはコリアー氷河が見える。

地質学者のアイラ・エイブラハム・ウィリアムズは1916年にスリー・シスターズのほとんどの氷河について初めて言及した。ノース・シスターとミドル・シスターの間に存在するコリアー氷河はオレゴン大学のエドウィン・トーマス・ホッジによって初めて研究が行われ、地図が作成された。また、高校教師であったルース・ホプセン・キーンは1936年から1962年にかけてコリアー氷河の写真を撮り続け、1910年から1994年の間に1,500メートル後退した氷河の様子の一部を記録した。
スリー・シスターズは1930年代にナショナル・モニュメントとして提起された対象の一つであった。森林局はこの地域に対する管理権を維持するため、1937年に773平方キロメートルの原生林保護地区の創設を決定した。翌年には森林局職員のボブ・マーシャルによる強い働きかけによって、225平方キロメートルに及ぶフレンチ・ピート・クリーク流域に保護地区が拡張された。1957年に森林局はこの地域を原生地域に再分類することを決定したが、地元の環境保護活動家の抗議にもかかわらず、フレンチ・ピート・クリーク流域の原生林は対象から除外された。1964年に原生自然法が成立すると、この地域は原生自然保全制度の対象の一部となったが、依然としてフレンチ・ピート・クリークの流域は除外されたままであった。オレゴン州全域における環境保護運動への反応として、アメリカ合衆国議会は1978年の危機に瀕するアメリカ原生自然法を可決し、同法によってフレンチ・ピート・クリークとその周辺地域はスリー・シスターズ原生地域内に戻された。また、1984年のオレゴン州原生自然法によってエルマ・ベル湖群周辺の154平方キロメートルが追加され、原生地域がさらに拡大された。

## 登山

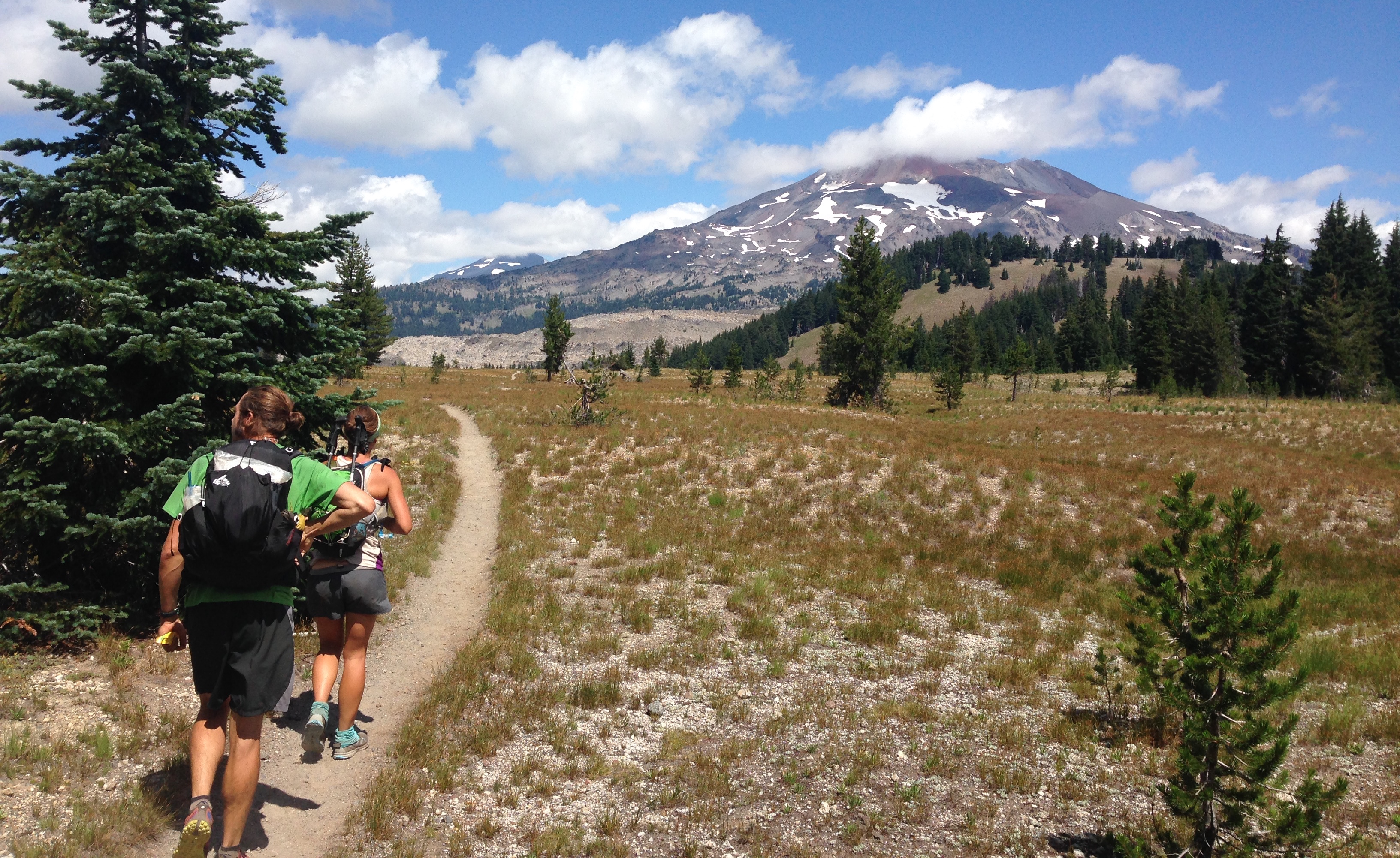
スリー・シスターズ原生地域内のパシフィック・クレスト・トレイルを進むハイカー

サウス・シスターは3つの山の中では最も登りやすく、山頂までの登山道が整備されている。南側の尾根を登る標準的なルートは往復で20.3キロメートルあり、登山口の1,660メートルから山頂の3,159メートルまで1,499メートルの高低差がある。このルートは8月から9月にかけて1日に最大で400人が登る人気の登山ルートである。
ミドル・シスターの登山道は往復26.4キロメートル、登山口からの高低差は1,450メートルあり、スクランブリングによる登山が可能である。
ノース・シスターは広範囲に及ぶ侵食と落石のため、3つの山の中では最も危険な山であり、しばしば非公式に「カスケードの獣」と呼ばれているが、その頂のうちの1つであるリトル・ブラザーについてはスクランブリングによって安全に登ることができる。『オーバーランド・マンスリー』誌に掲載された1870年の記事によれば、ノース・シスターの初登頂はオレゴン州の政治家のジョージ・レミュエル・ウッズとジェームズ・マクブライドを含む6名によって1857年に達成された。今日における一般的な登山ルートは往復18キロメートルで965メートルの高低差がある。